# Guedea novae-zelandiae
Guedea novae-zelandiae är en svampart som beskrevs av S. Hughes 1980. Guedea novae-zelandiae ingår i släktet Guedea, divisionen sporsäcksvampar och riket svampar.   Inga underarter finns listade i Catalogue of Life.